# Derambila hyperphyes
Derambila hyperphyes is een vlinder uit de familie spanners (Geometridae). De wetenschappelijke naam van deze soort is voor het eerst geldig gepubliceerd in 1911 door Prout.
De soort komt voor in tropisch Afrika.